# SCRUM Radio〜らむらじ〜
SCRUM Radio〜らむらじ〜（スクラムラジオ〜らむらじ〜）は音泉で配信されていたインターネットラジオ番組。パーソナリティは荻原秀樹と小暮英麻。
第242回（2017年4月5日）以降は、データ量を軽くするため音声配信形式になっていたが、それ以前は動画配信形式だった。しかしパーソナリティが直接しゃべっている姿を撮影して公開しているのではなく、パーソナリティの似顔絵、コーナー名やパーソナリティ名、各コーナーのお題の文字などだけが紹介されていた（時折、収録中に撮影された写真が公開されることもあった）。
番組内ではほぼ毎週、ZIZZ STUDIOが関係した曲が紹介、配信されていた。

## 番組概要
- 配信期間：2012年（平成24年）7月4日 〜 2018年（平成30年）3月28日
- 配信サイト（配信日）：音泉（水曜日）
- 収録時間：40分～1時間程度
- スポンサー：ZIZZ STUDIO
- パーソナリティ：荻原秀樹・小暮英麻
- キャラクターイラスト：みかきみかこ

## 来歴
2012年7月4日、第0回プレ放送がUstreamにて録画形式で配信（このプレ配信は、CDには収録されていない）。その後7月18日より、第1回放送がUstreamにて毎週配信開始。
だがUstreamではカウンターが正常に動作しないという現象が発生したため、10月10日の第13回配信より、配信サイトがニコニコ動画に移転。
その後2013年5月22日の第44回配信より、配信サイトが音泉に移転。それにあわせ、事前にニコニコ動画でお知らせムービーも公開された。以後は音泉で配信が継続していた。
第242回（2017年4月5日）配信より、音声のみの配信形式に移行。

## 概要・補足
- 2012年の、10月31日の小暮の誕生日、11月29日の荻原の誕生日に合わせ、それぞれ当日限定でニコニコ動画にて動画メッセージを配信。
- 音泉に移転しても、ニコニコ動画内のコミュニティは残されており、何か機会があれば再び動画を掲載するということになっていたが、音泉への移転お知らせムービーが掲載されて以後は放置状態が続いている。
- 番組挨拶を応募したところ「らむらじわ」が多く投稿されたが、小暮の「こっちのほうがかわいいから」という理由により「らむらちわ」として採用された。
- 2014年2月4日に、荻原が自身のブログで瀧本富士子との入籍を発表。ちょうどその日は第81～82回の収録が行われていた日だったが、ゲストが来ていたこともあって番組内では触れられていない。だが82回中に、小暮がそのことをほのめかす発言を行っている。
  - その後の83回、84回配信で改めて、荻原の結婚について触れられている。
- 2014年6月25日、第100回記念配信を実施。
- 2016年6月8日、第200回記念配信を実施。それにあわせて、100回記念に制作されると予告されていたテーマ曲を初披露（第200回の時点ではタイトル未定で、第201回で『We are SCRUM Radio』のタイトルを発表）。
- 2018年2月28日の第288回放送にて、同年3月末をもっての番組終了を告知。

## 主なコーナー

### レギュラーコーナー
ふつおたコーナー
普通のメールを読む。
予測変換劇場
リスナーから、平仮名あるいは片仮名4文字の言葉を募集。パーソナリティは、自分が実際に使っているスマートフォンで、4文字それぞれの頭文字を入力し、予測変換で最初に出てきた言葉をメモ。それらの4つの言葉（2人合わせて8つ）を、2人のパーソナリティが交互に使う形でアドリブドラマを行う。
教えて執事さん
リスナーからの悩みに、執事のオギスチャン（荻原）が中心に答えていく。
教えてお嬢様
リスナーからの悩みに、お嬢様（小暮）が中心に答えていく。
絵心英麻心
メールで投降されたお題の絵を小暮が描いたあと、荻原がダイスを振って、出目の回数分お題について質問してから、何を描いたかを当てる。小暮が描いた絵は動画内で公開される。
おぎぃーのOh！伊達男！！
メールで投稿されたものを、荻原がおだてる。
らむらじ川柳
リスナーから5文字の句と7文字の句を募集、それをランダムに繋げて川柳を作る。
ハミング・エマ
ハミング・エマ様（小暮）が、リスナーから応募された言葉や台詞をハミングだけで発音。実際にはどんな言葉だったかは、次回の同コーナーで種明かしされる。

### 過去にやっていたコーナー
私的解釈（わたしてきかいしゃく）
募集したよくある言葉を、パーソナリティが独自に解釈して新しい意味をつける。
DICEゲーム・ハイ&ロー
リスナーから「ハイ」（難しい）と「ロー」（やさしい）それぞれのクイズを募集。パーソナリティは6面ダイス（サイコロ）をふり、1～3なら「ロー」、4～6なら「ハイ」に投稿されたクイズに答える。クイズに正解するとポイントがもらえ、10ポイントになると勝利となり、買ったパーソナリティはご褒美が貰える。
3巡目の勝負となったDICEゲーム・ハイ&ロー ファイナルでは、間違えると1ポイント減点。さらにダイスの出目が1か6なら、正解すれば2ポイント得点、間違えば2ポイント減点となった。

## ゲスト

### 通常配信ゲスト
- 第3回（2012年8月12日配信） A.m.u.
- 第28回（2013年1月23日配信） 早乃香織
- 第67回（2013年3月27日配信） A.m.u.
- 第67回（2013年6月19日配信） 河原木志穂
- 第72回（2013年12月4日配信） 浅井清己・梶田夕貴
- 第81回（2014年2月12日配信） 早乃香織
- 第83回（2014年2月26日配信） RYUTA・ALEC（REZZ）
- 第102回（2014年7月9日配信） 櫻井浩美
- 第121回（2014年11月19日配信） 中島沙樹
- 第150回（2015年6月17日配信） いとうかなこ
- 第152回（2015年7月1日配信） 磯江俊道
- 第155回（2015年7月22日配信） 瑞沢渓
- 第173回（2015年11月25日配信） 山川琴美
- 第185回（2016年2月24日配信） RYUTA・C（REZZ）
- 第189回（2016年3月23日配信） ワタナベカズヒロ
- 第199回（2016年6月1日配信）早乃香織
- 第204回（2016年7月6日配信）味里
- 第226回（2016年12月7日配信）倉田雅世
- 第248回（2017年5月17日配信）榊原秀樹
- 第274回（2017年11月15日配信）なかせひな
- 第277回（2017年12月6日配信）榊原ゆい
- 第279回（2017年12月20日配信）一之瀬ユウ
- 第283回（2018年1月24日配信）暁音
- 第284回（2018年1月31日配信）中澤まさとも
- 第291回（2018年3月21日配信）いとうかなこ、ワタナベカズヒロ、磯江俊道、江幡育子、安谷屋真之、川越好博、南陽姫、黒木敦史

### CD特別版ゲスト
- Vol.1 若林直美
- Vol.2 河原木志穂
- Vol.3 浅井清己・梶田夕貴
- Vol.4 櫻井浩美
- Vol.5 中島沙樹
- Vol.6 瑞沢渓
- Vol.7 山川琴美
- Vol.8 味里
- Vol.9 ワタナベカズヒロ、安谷屋真之
- Vol.10 倉田雅世
- Vol.11 なかせひな

## 関連商品
| タイトル                                   | 初販売                          | 過去収録分                         | 新規収録                                                                                         |
| ------------------------------------------ | ------------------------------- | ---------------------------------- | ------------------------------------------------------------------------------------------------ |
| 「SCRUM Radio～らむらじ～」ラジオCD Vol.1  | 2012年12月 コミックマーケット83 | 第1回〜第15回                      | 若林直美をゲストに迎えての録り下ろし番組                                                         |
| 「SCRUM Radio～らむらじ～」ラジオCD Vol.2  | 2013年8月 コミックマーケット84  | 第16回～第30回                     | 河原木志穂をゲストに迎えての録り下ろし番組                                                       |
| 「SCRUM Radio～らむらじ～」ラジオCD Vol.3  | 2013年12月 コミックマーケット85 | 第31回～第45回                     | 浅井清己・梶田夕貴をゲストに迎えての録り下ろし番組                                               |
| 「SCRUM Radio～らむらじ～」ラジオCD Vol.4  | 2014年8月 コミックマーケット86  | 第46回～第60回                     | 櫻井浩美をゲストに迎えての録り下ろし番組                                                         |
| 「SCRUM Radio～らむらじ～」ラジオCD Vol.5  | 2014年12月 コミックマーケット87 | 第61回～第80回                     | 中島沙樹をゲストに迎えての録り下ろし番組                                                         |
| 「SCRUM Radio～らむらじ～」ラジオCD Vol.6  | 2015年8月 コミックマーケット88  | 第81回～第100回                    | 瑞沢渓をゲストに迎えての録り下ろし番組                                                           |
| 「SCRUM Radio～らむらじ～」ラジオCD Vol.7  | 2015年12月 コミックマーケット89 | 第101回～第120回                   | 山川琴美をゲストに迎えての録り下ろし番組                                                         |
| 「SCRUM Radio～らむらじ～」ラジオCD Vol.8  | 2016年8月 コミックマーケット90  | 第121回～第140回                   | 味里をゲストに迎えての録り下ろし番組                                                             |
| 「SCRUM Radio～らむらじ～」ラジオCD Vol.9  | 2016年8月 コミックマーケット90  | 第141回～第160回                   | 主題歌の作詞と作曲をそれぞれ担当したワタナベカズヒロ、安谷屋真之をゲストに迎えての録り下ろし番組 |
| 「SCRUM Radio～らむらじ～」ラジオCD Vol.10 | 2016年12月 コミックマーケット91 | 第161回～第180回                   | 倉田雅世をゲストに迎えての録り下ろし番組                                                         |
| 「SCRUM Radio～らむらじ～」ラジオCD Vol.11 | 2017年12月 コミックマーケット93 | 第181回～第184回、第186回～第200回 | なかせひなをゲストに迎えての録り下ろし番組                                                       |

それぞれ、過去収録分のMP3を収録したデータCD（動画ではない）と、新規収録のオーディオCDのセット。これらは荻原・小暮が関係するコミックマーケット個人ブースやイベントで販売されているほか、ZIZZ STUDIOの通販サイトであるアムニコラネットショップでの通販も行われている（音泉の物販コーナーや通信販売では取り扱っていない）。

## 主題歌
- 『We are SCRUM Radio』
  - 唄 - 荻原秀樹&小暮英麻 / 作詞 - ワタナベカズヒロ / 作曲 - 安谷屋真之